# Beejong Sisson
Virgilio Sison, dit Beeyong Sisson, est un joueur de tennis philippin, né le 20 février 1957.

## Carrière
Il a étudié à le droit des affaires à l'Odessa College au Texas entre 1975 et 1976 puis l'économie et le management à l'université d'Oklahoma City entre 1977 et 1979. Avec l'Odessa College en 1976, il a été remporté le championnat NJCAA en simple, double et par équipe.
En 1973, alors âgé de 16 ans, il participe au premier tournoi ATP organisé en Asie du sud-est à Jakarta.
Il a atteint les quarts de finale des Internationaux de France de tennis en double en 1981 avec le suisse Markus Günthardt. Ils battent Tim Mayotte et Rick Meyer en huitièmes de finale (6-2, 5-7, 6-4) puis s'inclinent contre une autre paire américaine composée de Terry Moor et de Eliot Teltscher (4-6, 6-3, 6-2). Il compte également à son palmarès une demi-finale en double à Tokyo en 1980.
Il a participé à 2 rencontres de Coupe Davis en 1983 contre la Corée du Sud et en 1984 face au Japon. Il y perd cinq matchs et en a gagné un sans enjeu. Il a par la suite brièvement dirigé l'équipe à la fin des années 90.
Après sa carrière, il a notamment été entraîneur en Suisse pour le club de Bâle. Il y a créé une école de tennis en 1989. Depuis 2002, il dirige une académie de tennis à Subic Bay aux Philippines.

## Parcours dans les tournois duGrand Chelem

### En simple
N'a jamais participé à un tableau final.

### En double
| Année | Open d'Australie                                                              | Open d'Australie                                                                  | Internationaux de France                                                         | Internationaux de France                                                          | Wimbledon                                                                       | Wimbledon | US Open | US Open |
| ----- | ----------------------------------------------------------------------------- | --------------------------------------------------------------------------------- | -------------------------------------------------------------------------------- | --------------------------------------------------------------------------------- | ------------------------------------------------------------------------------- | --------- | ------- | ------- |
| 1981  | —                                                                             | —                                                                                 | 1/4 de finale M. Günthardt \|\| style="text-align:left;" \| T. Moor E. Teltscher | 1er tour (1/32) M. Günthardt \|\| style="text-align:left;" \| K. Curren S. Denton | 1er tour (1/32) C. Wittus \|\| style="text-align:left;" \| T. Okker D. Stockton |           |         |         |
| 1982  | 1er tour (1/32) J. Bailey \|\| style="text-align:left;" \| D. Carter P. Kronk | 2e tour (1/16) M. Günthardt \|\| style="text-align:left;" \| T. Moor E. Teltscher | 1/8 de finale M. Günthardt \|\| style="text-align:left;" \| M. Hocevar J. Soares | 2e tour (1/16) W. Pascoe \|\| style="text-align:left;" \| V. Amaya H. Pfister     |                                                                                 |           |         |         |
| 1983  | —                                                                             | —                                                                                 | 1er tour (1/32) M. Günthardt \|\| style="text-align:left;" \| D. Tarr R. Venter  | —                                                                                 | —                                                                               | —         | —       |         |

N.B. : le nom du ou de la partenaire se trouve sous le résultat ; le nom des ultimes adversaires se trouve à droite.